# Pedro Orlando Afonso Paca
Pedro Orlando Afonso Paca (Luanda, 28 de dezembro de 1979) é um administrador público e político angolano. Desde 9 de janeiro de 2025, exerce a função de Administrador Municipal da Maianga, nomeado após a entrada em vigor da Lei n.º 14/24, que restituiu o estatuto de município à Maianga.

## Biografia

### Infância e formação
Pedro Orlando Afonso Paca nasceu em Luanda, a 28 de dezembro de 1979. Frequentou o ensino primário e médio na capital angolana. Licenciou-se em Administração Pública pela Universidade Agostinho Neto, onde concluiu também especializações em gestão de políticas públicas e governação local.[carece de fontes?]

### Início de carreira
Ingressou na administração pública nos anos 2000, onde desempenhou cargos técnicos ligados à governação local. Foi quadro destacado do Governo Provincial de Luanda, assumindo funções de coordenação em áreas de gestão administrativa e apoio a programas sociais.[carece de fontes?]

### Administrador Municipal da Maianga
Em 9 de janeiro de 2025, Pedro Orlando Afonso Paca foi nomeado Administrador Municipal da Maianga, após a entrada em vigor da Lei n.º 14/24, que restabeleceu a categoria de município. O cargo simbolizou um marco para a reorganização administrativa da capital, com foco na proximidade com os cidadãos e modernização dos serviços municipais.
Entre as primeiras ações do seu mandato, destacou-se a entrega de carteiras e quadros em quatro escolas da Maianga, no dia 19 de junho de 2025, reforçando o compromisso com a educação e melhoria das condições de ensino no município.
Ainda em 2025, representou a Maianga na Feira dos Municípios e Cidades de Angola (FMCA), realizada em Benguela, destacando os projetos de modernização urbana, saneamento básico e inclusão social.

### Outras atividades
Pedro Orlando Afonso Paca tem defendido o reforço da visibilidade institucional da administração municipal, apostando em estratégias de comunicação digital e em parcerias com meios de comunicação angolanos, para aproximar a gestão local da população e dar maior notoriedade ao município no contexto da capital.[carece de fontes?]

## Galeria

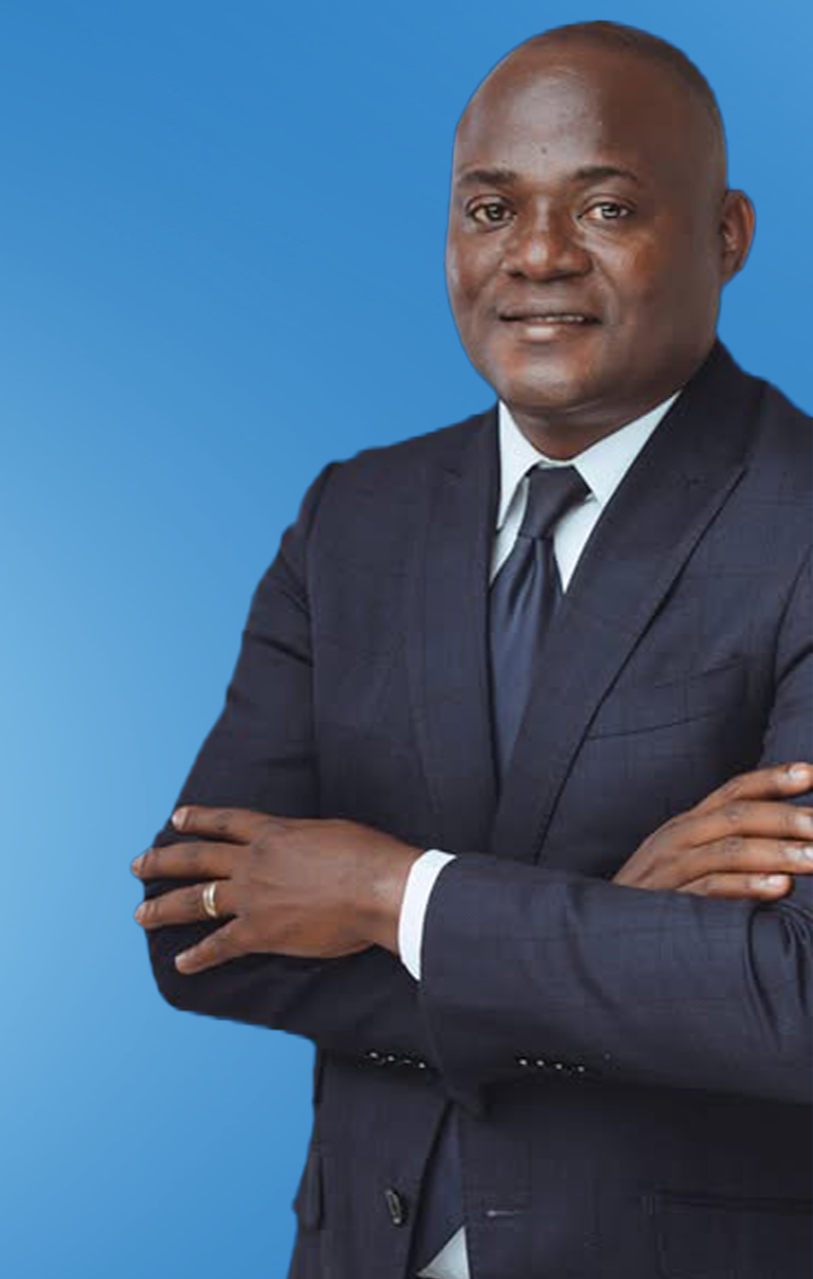
Pedro Orlando Afonso Paca em sessão oficial
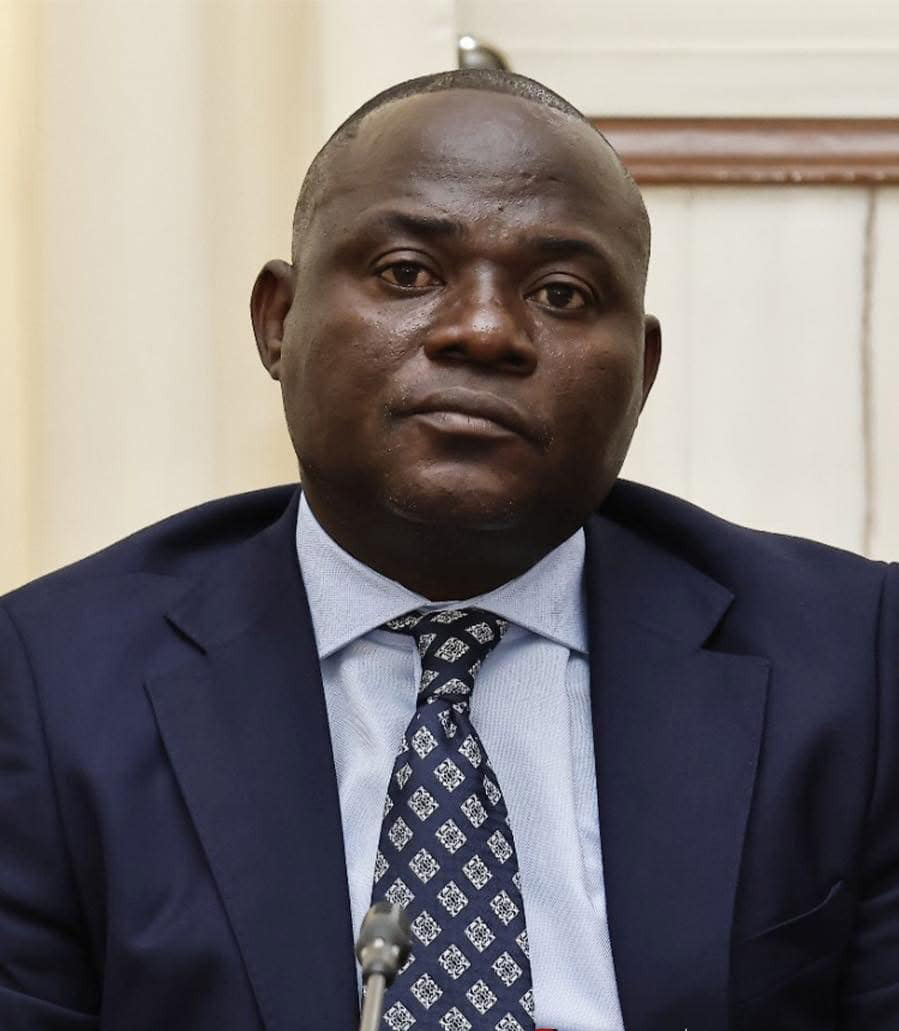
Retrato oficial em 2025
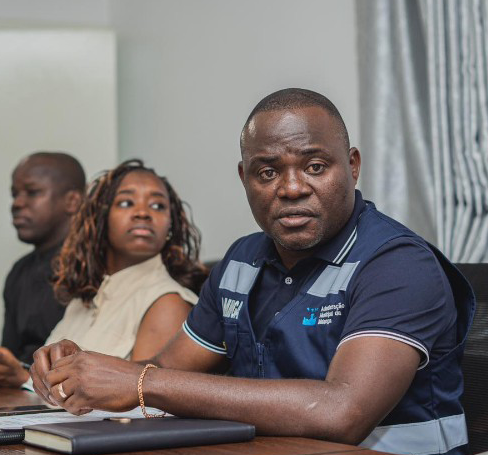
Durante atividade institucional em Luanda